# David Calder
David Ian Calder (Portsmouth, 1 augustus 1946) is een Brits acteur.

## Biografie
Calder leerde het acteren aan de Bristol Old Vic Theatre School in Bristol.

## Carrière
Calder begon in 1968 met acteren in de televisieserie Merry-Go-Round, waarna hij nog in meer dan 135 televisieseries en films speelde.

## Filmografie

### Films
Selectie:
- 2024 The Last Front - als priester Michael
- 2016 The Lost City of Z - als secretaris Bryce
- 2015 The Lady in the Van - als Leo Fairchild
- 2015 Queen of the Desert - als Hugh Bell
- 2013 Rush - als Louis Stanley
- 2008 The Mummy: Tomb of the Dragon Emperor - als Roger Wilson
- 2006 Goya's Ghosts - als monnik
- 2006 Perfume: The Story of a Murderer - als bisschop van Grasse
- 2003 Hitler: The Rise of Evil - als Dosch
- 1999 The World Is Not Enough - als Sir Robert King
- 1997 FairyTale: A True Story - als Harold Snelling
- 1982 Moonlighting - als supermarktmanager
- 1978 Superman - als derde crewlid

### Televisieseries
Selectie:
- 2016 The Moonstone - als mr. Bruff - 4 afl.
- 2014 DCI Banks - als Jack Barber - 2 afl.
- 2013 The Wrong Mans - als mr. Reid - 4 afl.
- 2012 Titanic - als kapitein Smith - 4 afl.
- 2008 The Last Enemy - als Lord Cawston - 3 afl.
- 2005 Waking the Dead - als commandant Bill Drake - 2 afl.
- 2001 The Mists of Avalon - als Uriens - 2 afl.
- 1995-1997 Bramwell - als dr. Robert Bramwell - 24 afl.
- 1995 Cracker - als vader Michael Harvey - 3 afl.
- 1991 Sleepers - als Victor Chekhov - 4 afl.
- 1987 Star Cops - als Nathan Spring - 9 afl.
- 1985 Widows 2 - als D.I. George Resnick - 4 afl.
- 1984 Mitch - als Ben Hall - 7 afl.
- 1983 Widows - als D.I. George Resnick - 6 afl.
- 1981 Get Lost! - als Tomlin - 4 afl.
- 1981 Bognor - als inspecteur Flanders - 6 afl.
- 1978-1979 Coronation Street - als Ted Thomas - 3 afl.
- 1970 Sentimental Education - als Deslauriers - 4 afl.

- Biblioteca Nacional de España: XX5120016
- Bibliothèque nationale de France: cb141610309 (data)
- Gemeinsame Normdatei: 106137128X
- International Standard Name Identifier: 0000 0001 1441 4827
- Library of Congress Control Number: no2004055382
- Nationale Bibliotheek van Israël: 987011827710505171
- Nederlandse Thesaurus van Auteursnamen: 073392375
- Istituto Centrale per il Catalogo Unico: DDSV213703
- SNAC: w6rg638k
- Système universitaire de documentation: 200139886
- Virtual International Authority File: 34666543
- WorldCat: E39PBJrRjf3g4vtYqKt87fhWDq